# Портрет в сумерках
«Портрет в сумерках» — российская эротическая драма 2011 года.

## Сюжет
Марина, молодая обеспеченная привлекательная девушка, занимающаяся социальной работой «для души», однажды оказывается на окраине Ростова одна, без денег, без мобильника и со сломанным каблуком. Её насилуют сотрудники ДПС, и она решает отомстить одному из насильников, раз за разом возвращаясь на место своего унижения. Выследив обидчика, она влюбляет его в себя и влюбляется сама.

## Создание[4]
- Это — первый фильм Ангелины Никоновой. Она живёт в США, но сняла свой фильм в давно покинутом Ростове, откуда родом.
- Исполнитель главной мужской роли Сергей Борисов, играющий милиционера-насильника, на самом деле не актёр, а милиционер (полицейский).

«Портрет в сумерках» является микробюджетным фильмом, снятым в Ростове-на-Дону на 2 фотоаппарата Canon EOS 5D Mark II за 29 дней при производственном бюджете в $20 тысяч.

## В ролях
- Ольга Дыховичная — Марина
- Сергей Борисов — милиционер-насильник
- Роман Меринов
- Всеволод Воронов
- Сергей Голюдов
- Юлия Корень — Лера
- Галина Корень
- Борис Вернигоров
- Николай Ханжаров

## Награды
- 2011 — Кинотавр — «за лучшую операторскую работу»[4][8]
- 2011 — Международный кинофестиваль в Рейкъявике (англ.) — Гран-при[3]
- 2011 — Варшавский кинофестиваль — «за лучший дебют»[2]
- 2011 — Международный кинофестиваль фильмов Центральной и Восточной Европы в Коттбусе — Гран-при
- 2011 — Международный кинофестиваль в Салониках — Гран-при и приз «за лучший фильм» от греческих кинокритиков
- 2011 — Международный кинофестиваль «Восток-Запад» в Оренбурге — «за лучшую женскую роль»
- 2011 — 19-й фестиваль российского кино в Онфлёре (Франция) — приз за лучшую женскую роль (фильм «Портрет в сумерках»)[9]
- 2012 — Премия Европейской киноакадемии — выдвижение на приз ФИПРЕССИ

## Премьерный показ в разных странах[10]
- Россия — июнь 2011 (Кинотавр); 4 октября 2011 («Осенняя эйфория»)[3]; октябрь 2011 («2morrow/Завтра»)[3]; 10 ноября 2011 (широкий экран в сорока́ кинотеатрах[3])
- Италия — 2 сентября 2011 («Венецианские дни» при Венецианском кинофестивале)
- Канада — 9 сентября 2011 (Кинофестиваль в Торонто)
- Исландия — 22 сентября 2011 (Международный кинофестиваль в Рейкъявике)
- Польша — 13 октября 2011 (Варшавский кинофестиваль)
- Норвегия — 21 октября 2011 (Международный кинофестиваль в Бергене)
- Великобритания — 24 октября 2011 (Лондонский кинофестиваль)
- Греция — 11 ноября 2011 (Международный кинофестиваль в Салониках)
- Швеция — 17 ноября 2011 (Международный кинофестиваль в Стокгольме)
- Франция — 11 января 2012[3]

## Критика
Газета «Мой район» публикует отзыв писателя Д. Ольшанского о фильме, который отмечает, что поведение главной героини представляет собой классический пример отношения истерички с господином: «с одной стороны, она разделяет патриархальные конвенции, с другой стороны, презирает их. Она подчиняется мужчинам, но каждый раз обнаруживает, что он слабак, слюнтяй или импотент… она не предпринимает ничего перверсивного, но пытается добиться от мужчины настоящих чувств, истины бытия».